# مهمانسرا

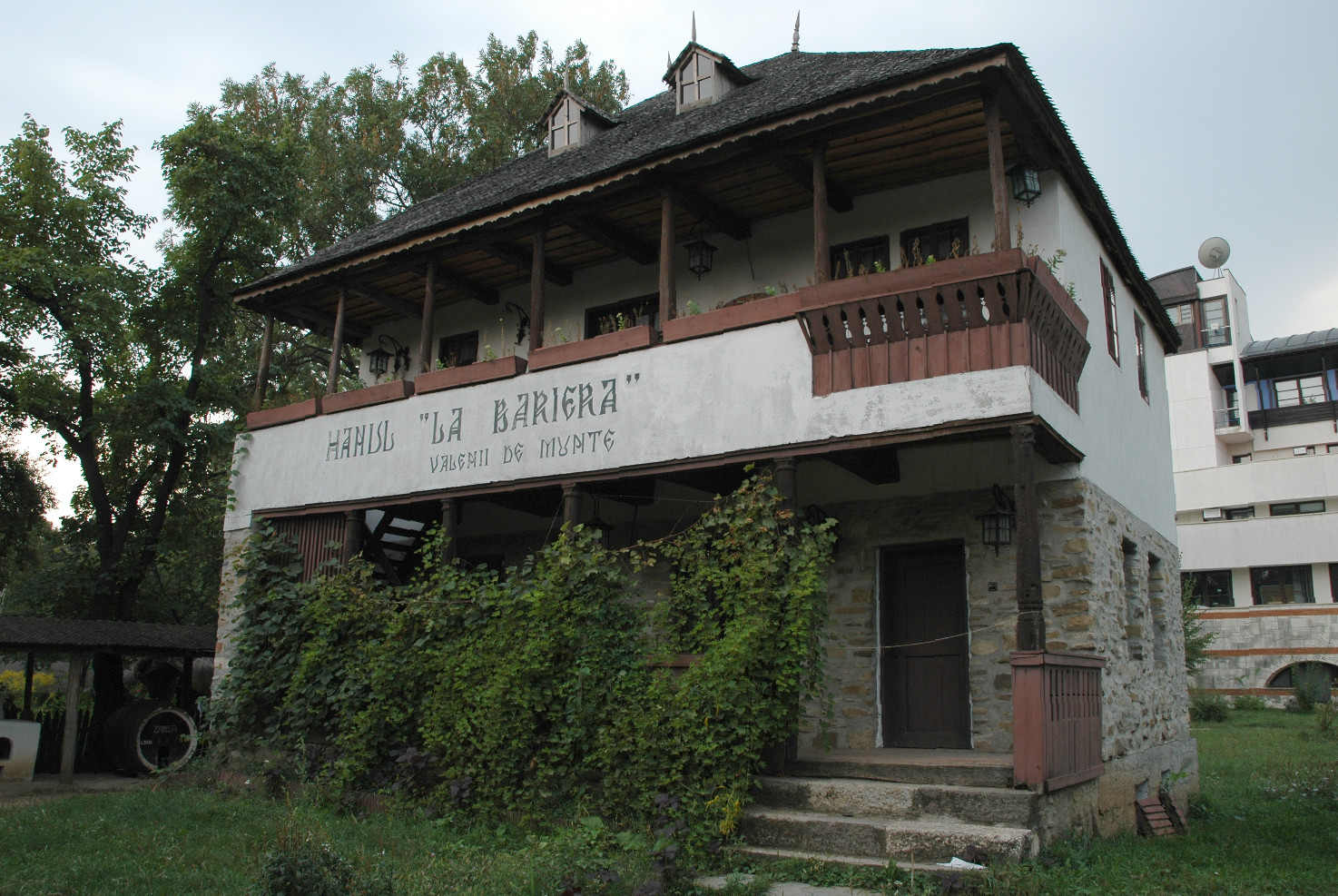
مهمانسرایی متعلق به قرن ۱۹ میلادی در ولنی ده مونته رومانی

مهمانسرا ساختمانی در خارج شهر یا در کنار جاده است که برای مسافران در حکم مکانی اقامتی یا جایی برای یافتن غذا و نوشیدنی است. مهمانسراها در اروپا، آسیا و آمریکای شمالی یافت می‌شوند.